# Lista siturilor arheologice din județul Alba - U
Lista siturilor arheologice din județul Alba - U conține toate siturile arheologice din județul Alba înscrise în Repertoriul Arheologic Național (RAN) și aflate în localități al căror nume începe cu litera U. RAN este administrat de Ministerul Culturii și Patrimoniului Național și cuprinde date științifice, cartografice, topografice, imagini și planuri, precum și orice alte informații privitoare la zonele cu potențial arheologic, studiate sau nu, încă existente sau dispărute.
Puteți căuta un sit din localitățile care încep cu litera U folosind formularul de mai jos sau puteți naviga prin toate siturile din județ la Lista siturilor arheologice din județul Alba.
| Cuprins                                                       |
| ------------------------------------------------------------- |
| Top - A B C D E F G H I J K L M N O P Q R S Ș T Ț U V W X Y Z |

| Cod RAN                                 | Denumire | Localitate                                           | Adresă                         | Datare          | Descoperit | Coordonate | Imagine           | Erori            |
| --------------------------------------- | --- | ---------------------------------------------------- | ------------------------------ | --------------- | ---------- | ---------- | ----------------- | ---------------- |
| 1810.01.01 (Cod LMI: AB-I-m-B-00086.03) | Situl arheologic de la Uioara de Jos - "Grui" / ansamblu anonim (Categorie: locuire civilă) (Tip: Așezare)                                | localitate componentă Uioara de Jos, oraș Ocna Mureș | Grui, Gurile lui Sâp, Orăzleci | Petrești        |            |            | Încărcați imagine | Raportați eroare |
| 1810.01.02 (Cod LMI: AB-I-m-B-00086.04) | Situl arheologic de la Uioara de Jos - "Grui" / ansamblu anonim (Categorie: locuire civilă) (Tip: Așezare)                                | localitate componentă Uioara de Jos, oraș Ocna Mureș | Grui, Gurile lui Sâp, Orăzleci |                 |            |            | Încărcați imagine | Raportați eroare |
| 1810.01.03 (Cod LMI: AB-I-m-B-00086.02) | Situl arheologic de la Uioara de Jos - "Grui" / ansamblu anonim (Categorie: locuire civilă) (Tip: Așezare)                                | localitate componentă Uioara de Jos, oraș Ocna Mureș | Grui, Gurile lui Sâp, Orăzleci |                 |            |            | Încărcați imagine | Raportați eroare |
| 1810.01.04 (Cod LMI: AB-I-m-B-00086.01) | Situl arheologic de la Uioara de Jos - "Grui" / ansamblu anonim (Categorie: locuire civilă) (Tip: Așezare)                                | localitate componentă Uioara de Jos, oraș Ocna Mureș | Grui, Gurile lui Sâp, Orăzleci |                 |            |            | Încărcați imagine | Raportați eroare |
| 8167.01.01                              | Descoperiri neolitice la Unirea- Jidovina / ansamblu anonim (Categorie: descoperiri izolate de artefacte) (Tip: descoperiri de suprafață) | sat Unirea, comuna Unirea                            | Jidovină                       |                 |            |            | Încărcați imagine | Raportați eroare |
| 8167.02                                 | Descoperiri eneolitice de la Unirea (Categorie: descoperire izolată) (Tip: obiect izolat)                                                 | sat Unirea, comuna Unirea                            |                                |                 |            |            | Încărcați imagine | Raportați eroare |
| 6967.01                                 | Topor eneolitic din cupru și măciucă din piatră de la Ungurei (Categorie: descoperire izolată) (Tip: obiect izolat)                       | sat Ungurei, comuna Roșia de Secaș                   |                                |                 |            |            | Încărcați imagine | Raportați eroare |
| 1829.01.01                              | Așezarea neolitică de la Uioara de Sus - "Cimitirul Ortodox" / ansamblu anonim (Categorie: locuire civilă) (Tip: Așezare)                 | localitate componentă Uioara de Sus, oraș Ocna Mureș | Cimitirul Ortodox              | Starčevo - Criș |            |            | Încărcați imagine | Raportați eroare |
| 1829.02.01                              | Așezarea eneolitică de la Uioara de Sus - "Livadă" / ansamblu anonim (Categorie: locuire civilă) (Tip: Locuire)                           | localitate componentă Uioara de Sus, oraș Ocna Mureș | Livadă                         | Petrești        |            |            | Încărcați imagine | Raportați eroare |
| 1810.02.01                              | Așezarea neolitică de la Uioara de Jos / ansamblu anonim (Categorie: locuire civilă) (Tip: Locuire)                                       | localitate componentă Uioara de Jos, oraș Ocna Mureș | Pârloage, Bora, ogoarele CAP   | Iclod           |            |            | Încărcați imagine | Raportați eroare |
| 1810.03.01                              | Așezări neolitice la Uioara de Jos / ansamblu anonim (Categorie: locuire civilă) (Tip: Așezare)                                           | localitate componentă Uioara de Jos, oraș Ocna Mureș | Hotonfa , Gura Fânațelor       | Starčevo - Criș |            |            | Încărcați imagine | Raportați eroare |